# 洛克菲勒庄园
洛克菲勒庄园（英語：John D. Rockefeller Estate），其主楼名为卡伊卡特（英語：Kykuit），是一个坐落在美国纽约州威切斯特占地超过3400英亩的庄园。由著名的石油大亨、慈善家和显赫的洛克菲勒家族家主约翰·D·洛克菲勒兴建。约翰·D·洛克菲勒和他唯一的儿子小约翰·D·洛克菲勒一起监督兴建的整个庄园，并且家族三代人一起丰富了其中的艺术收藏品。现在庄园内的大量的近现代和中国艺术品则主要是由第三代的当时美国副总统尼尔森·A·洛克菲勒收藏。在其家族捐赠该庄园给国家托管之前，这个有40间房间的庄园曾经是四代人的居所。
「Kykuit」是一个荷兰词语，其荷兰语含义是“远眺”。因其坐落在纽约上州的一座名为波坎尼克（Pocantico）的小山丘上，这个山丘是附近的最高点，可以俯瞰哈德逊河并远眺纽约市的天际线（但近年由于树木的繁茂生长已经无法看到纽约市）。其位置临近因小说闻名的断头谷，在纽约市以北1小时车程。
这个浩大的庄园坐落在纽约市以北25英里（40），原本占地3,400英畝（13.8平方）并且以该山区的名字命名为「Pocantico」。其最大面积曾达到3500英亩。不仅包括75栋建筑、70条私人公路、雕塑花园、地下艺术馆、小孩们专用的游乐场Play House、一个9洞高尔夫球场、农场，还包括大面积野生森林公园和数个湖泊，以及一个洛克菲勒送给妻子的人工天鹅湖。在其家族捐赠给美国政府后（家族后代仍然享有大量设施的使用权），这个庄园被划分为了多个归属不同保护组织的多个独立场所，有住宅保护区、国家公园、非营利农场、地下艺术馆。再加上其私人卫队、园丁、车队、佣人群，俨然就是一个自给自足的小国家，曾经流传着一个说法“如果上帝有那么多钱的话，上帝也会建造这样的住所。”

## 建造历史
作为美国最著名的私人住所，石头建造的主楼是设计师切斯特·阿德里希（Chester Holmes Aldrich）和威廉·德拉諾（William Adams Delano）设计的，花了6年时间建造而成。其灵感来自庄园内的Rockwood大厅，该大厅是约翰·D·洛克菲勒的弟弟威廉·洛克菲勒的住所。主楼在1913年经过多次翻修改进后最终形成现在的外观。包括地下室一共6层：2层地下室，1层露天阁楼，3层房间楼层，并且包括地下送货通道。在1976年就被美国定位国家历史文物。

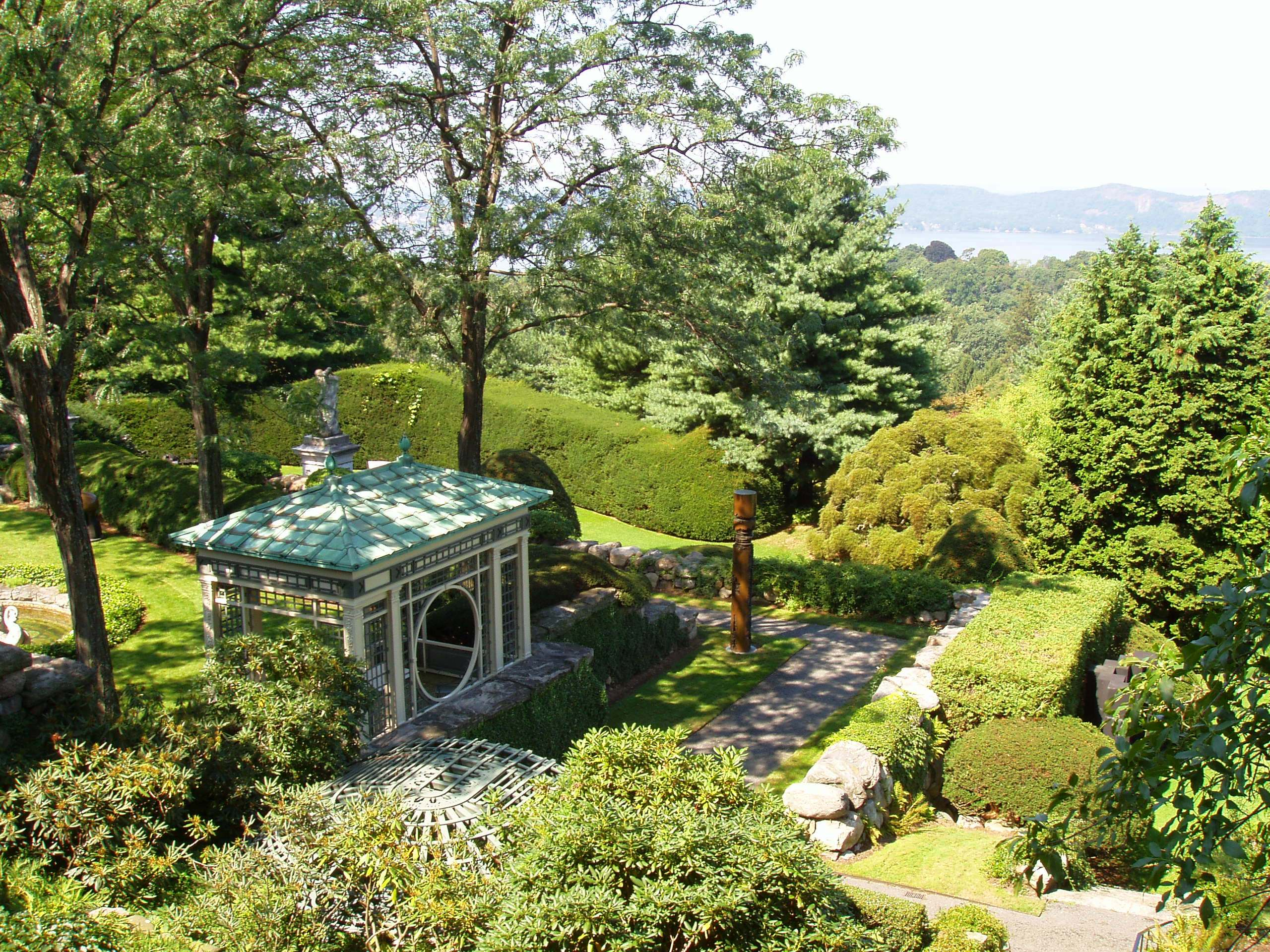
无数个花园之一

该庄园的园林设计最初是交给著名的中央公园设计公司弗雷德里克·奧姆斯特德（Frederick Law Olmsted）设计，但是约翰·D·洛克菲勒不喜欢他们的设计，之后他自己亲自设计，并且大量移植整棵树木，设计外观和很多蜿蜒的公路。1906年之后的园林景观设计则是由设计师威廉·博斯沃斯（William Welles Bosworth）设计，这时加入大量的喷泉、亭子和古典雕塑。这些法式新古典主义（Beaux-Arts）的设计被誉为该设计师最成功的作品。
洛克菲勒的大孙子纳尔逊·洛克菲勒是个疯狂的艺术收藏家，他把原本空荡的地下通道改成了连绵不断的艺术精品收藏馆，满墙的毕加索等艺术大师作品。
该庄园主楼在1995年由建筑公司Herbert S. Newman and Partners翻新了一次，把一楼彻底设计为方便大量游客团参观的设计，把三楼四楼的佣人房间扩大改为客房。

## 整个庄园

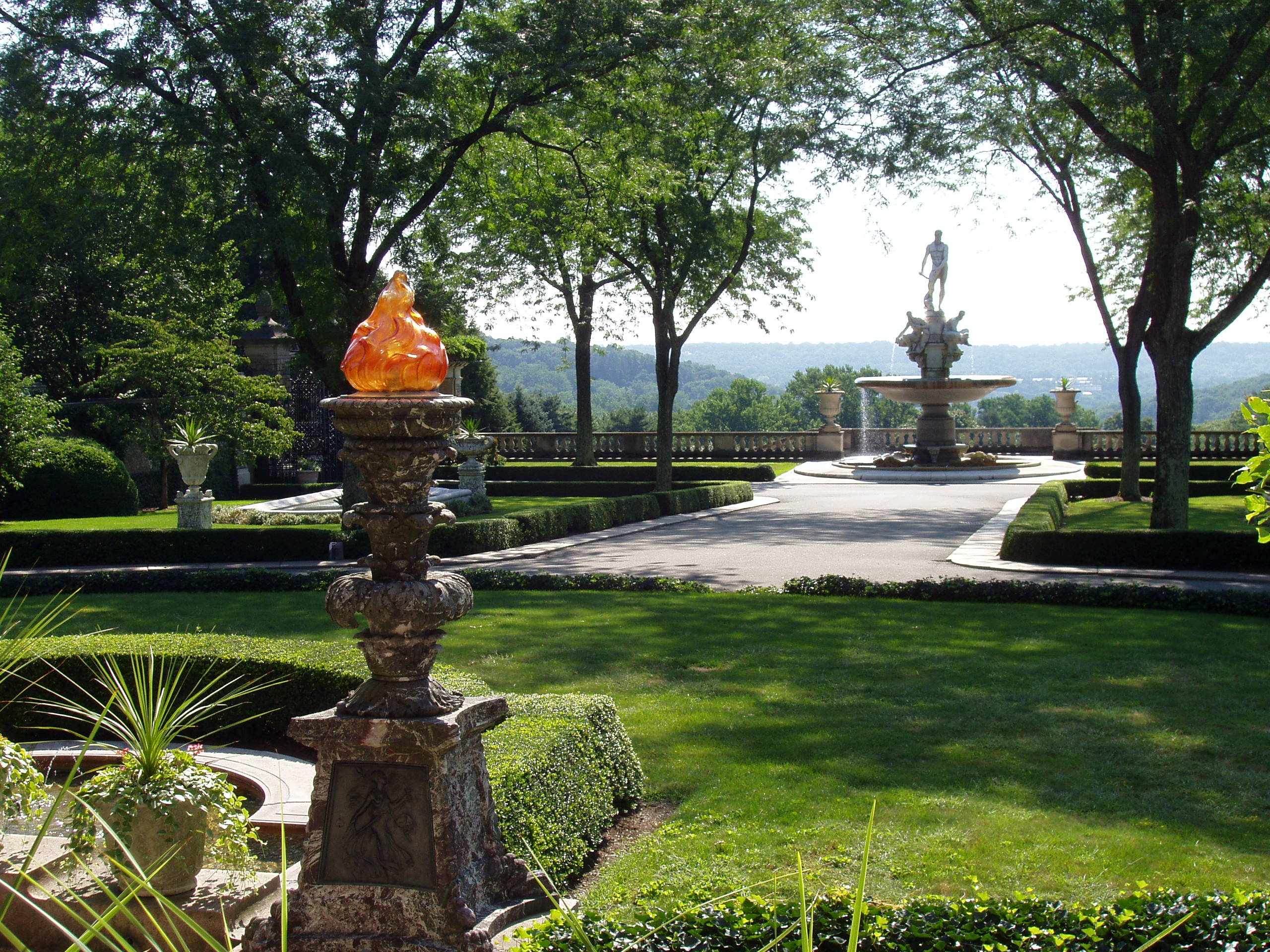
进门视野

至今，该庄园的领地内，仍然有10个洛克菲勒后代家庭居住其内。但是绝大部分领土已经捐赠给了国家，卸任的比尔·克林顿总统居住在庄园以北，就是洛克菲勒国家公园的常客。
1946年, 小洛克菲勒曾经提议把庄园部分领土捐赠给联合国建筑总部，以便让纽约市打败旧金山和费城成为联合国所在地。但是之后小洛克菲勒觉得庄园离纽约市还是太遥远了，所以命令其儿子去纽约市东河边购置下17英亩（7公顷）的土地赠送给了联合国建立了今天的联合国总部。
洛克菲勒父子在世时曾在该庄园内接见过当时几乎全球所有的贵人要政。

## 其他著名建筑
- 洛克菲勒兄弟基金（RBF）的波坎尼克會議中心（Pocantico Conference Center）